# Abrahám Zalwein
Abraham Zalwein, latinizovaný přídomek Neosoliensis (* Banská Bystrica, Slovensko), byl slovenský básník.

## Životopis
Původem z Banské Bystrice. Studoval na univerzitě ve Wittenbergu. Psal příležitostné verše, zveřejněné ve sborníku Eufémiai… dn. Nicolao Abrahamfii Zólyomi… (1597).